# Diors
Diors är en kommun i departementet Indre i regionen Centre-Val de Loire i de centrala delarna av Frankrike. Kommunen ligger i kantonen Ardentes som tillhör arrondissementet Châteauroux. År 2022 hade Diors 755 invånare.

## Befolkningsutveckling
Antalet invånare i kommunen Diors
Referens:INSEE